# Villa Dulce
Villa Dulce es una serie de animación chilena realizada por la productora Blanco Films y transmitida por Canal 13. Fue creada por Beatriz Buttazzoni y Francisco Bobadilla. Los guiones fueron elaborados por un equipo compuesto por Luis Ponce (quien además actuó como editor), Silvia Martínez y Francisco Bobadilla.
En términos de innovación, Villa Dulce, junto a Clarita, fueron las primeras series animadas hechas en Chile, siendo un impulso para la creación de otras series como Diego y Glot, Pulentos y El Ojo del Gato, entre otras.

## Trama
Villa Dulce es una comunidad ubicada en la ciudad de Viña del Mar, la cual estaría basada en una población del mismo nombre. Esta comunidad es gobernada por un alcalde vitalicio llamado Epifanio Toscano y en ella viven niños entre los 8 y 12 años, junto a algunos adultos.
La serie destaca por retratar las situaciones que viven los niños menores de 12 años del país, incluyendo situaciones de "humor negro infantil", esto es, cómo se representa la realidad según la mirada de los niños, situaciones como el fin del mundo, los reality shows, los ovnis, etc. Además se incluyen algunos personajes que representan tanto los estereotipos de la sociedad chilena como la sociedad en general, tales como los flaites y los tweens.

## Historia
Villa Dulce fue publicada por primera vez en febrero de 2004 con su episodio piloto "Piojos". Luego, fue estrenada oficialmente el sábado 6 de marzo de ese mismo año por Canal 13, dentro del bloque infantil Cubox. Tras 16 episodios estrenados, el 30 de julio se estrenó un capítulo de larga duración, que era un resumen de los 16 episodios estrenados anteriormente.
Durante ese tiempo, la serie obtuvo un cierto éxito, que lo llevó a lanzar un disco durante julio, además de un episodio temático de Navidad que se estrenó en diciembre del mismo año. Se lanzaron productos como juguetes, peluches y hasta VHS que contenían la mayoría de los episodios estrenados anteriormente, y material adicional.
En octubre de 2005, la serie estrenó su segunda temporada, cuyos episodios extendieron su duración a media hora. La serie terminó de estrenar nuevos episodios el 14 de diciembre del mismo año.
Tanto la serie como su especial de Navidad fueron retransmitidos entre 2005 y 2007; en ese mismo año, el disco de Villa Dulce fue relanzado dentro de la colección del diario Las Últimas Noticias, TV Clásicos infantiles de ayer y hoy.
Durante 2006, la serie fue retransmitida en Canal 13 de lunes a viernes al mediodía dentro del bloque infantil "Cubox". Después en ese mismo año, la serie se retransmitió en el canal UCV Televisión.
En 2020, los episodios de la primera temporada fueron subidos al canal oficial de YouTube de Canal 13, junto a los de Pulentos y Diego y Glot.

## Personajes

### Niños
- Jerson (10-11 años): Es un niño pobre que para poder subsistir realiza varios trabajos en la calle como vender helados o recolectar monedas en la calle, también canta en las micros. A pesar de que pasa en la calle la mayoría de los niños habitantes en Villa Dulce le siente cariño, y está enamorado de Sonia. Se considera como el primer personaje completamente representativo del "rapero" en la televisión chilena.
- Sonia (11-13 años): Es la nieta de 11 años del alcalde Epifanio Toscano. Se caracteriza por su fascinación con la música pop (en especial con la artista Rexy Teener), la moda y los helados. Su mejor amiga es Peca, aunque también siente afecto por Jerson, sin embargo no sabe que este último está enamorado de ella. Inicialmente ella consideraba Villa Dulce un aburrido pueblo de "picantes", pero con el tiempo se adaptó, haciendo nuevos amigos, se lleva muy bien con casi todos los niños de Villa Dulce, Excepto con Melón ya que Sonia tiene muchos problemas con el y este último es su rival principal en toda la serie, en algunos capítulos se revela que Sonia vive en la playa, ya que su lugar de nacimiento es en Valparaíso o Viña del Mar, donde vive ella y su mamá, rara vez pelea con su abuelo en la serie solamente discutieron en el Capítulo "el pobre circo" y "el Embajador".
- Peca (8-9 años): Esta niña se caracteriza por ser sensible y un poco despistada. Es fanática del cantante Nemesio, y amiga de Sonia.
- Melón (10-11 años): Este niño se caracteriza principalmente por ser malcriado, por lo que es pesado con sus amigos. Debido a esto se pelea con ellos, en especial la Sonia su enemiga y rival principal ya sea por sus gustos como por razones personales. Casi nunca se saca su gorro, y en las pocas veces que lo hace se ve que tiene pelo negro y unas supuestas "orejas" anormales.  Es fanático de la serie "Brocacochis", la cual suele ver en su casa junto con sus amigos. Este personaje hace referencia al personaje de South Park, Eric Cartman.
- Rulo (12-14 años): Este niño de apariencia "estilo dark" se parece a Melón por el hecho de que se hace el malo y es malhumorado. A pesar de ello se da como el más valiente de los niños de Villa Dulce. Es amigo de Melón y usa un gran afro.
- Marlena (10-11 años):  Esta niña se caracteriza por su apariencia y actitud gótica. Físicamente posee una voz grave y el pelo desgreñado. Es amiga de Sonia y está enamorada de Luiggi.
- Luiggi (11-12 años): Este niño de apariencia algo descuidada se caracteriza principalmente por ser fanático de la televisión. Al igual que su mejor amigo Melón es fanático de los "Brocacochis". Su frase típica es "bacán".
- Natalio Rientes /Melinda Rientes (Los Mellizos Rientes) (10-11 años): Este dúo de niños se caracterizan ambos por ser muy maduros de carácter y competitivos. Son considerados los "mateos" del grupo de niños. Suelen trabajar en la fuente de soda de su padre.

### Personajes con aparición limitada
- Horacio (10-11 años): Es un niño calvo el cual se caracteriza por el ser el más moderado de todos los niños del grupo, esto es un bajo perfil ante ciertas situaciones, el conciliador cuando los demás pelean, y que no se mete en problemas. Siente afecto a los animales. Solamente aparece en la primera temporada de la serie.
- Herman (10-11 años): Este niño posee habilidad para la manualidad y la electrónica, por lo que trabaja en el servicio técnico de artefactos que opera su padre. Esta habilidad le permite crear inventos para sus amigos, ya sea para utilidad a futuro como para salir de ciertas situaciones. No aparece en muchos episodios.
- Renato (10-11 años): A este niño sólo se le puede ver rebotando con un zanco saltarín alrededor de Villa Dulce, razón por la cual no aparece en muchos capítulos ni tiene una participación significativa en ellos.
- Guito (11-12 años): Un niño que se caracteriza principalmente por ser ciego. A pesar de ello, tiene desarrollado el resto de sus sentidos. No aparece en muchos episodios.
- Guillermo (12-13 años): También conocido como el "Guatón Mito". Niño obeso que se caracteriza por robarle la comida a todos los niños de Villa Dulce, y su mamá tiene miedo de que sufra un problema cardiaco. Solamente aparece en el episodio "Mato por comida" y en "Inundación" como ladrón en una prisión cuando Melón piensa en como sería estar en la cárcel después de que descubran que "mato" a la Peca echándola de la casa.
- Henry (13 años): Este niño se caracteriza de mentir y hacer maldades. Le quitó el hogar a Sonia, arruinó la relación de esta con su abuelo, quiso echarla de Villa Dulce para enviarla de regreso a Valparaíso, e incluso intentó matar al alcalde. Luego se revela que es sobrino de Tapia e hijo de Clorofila y que vive en Estados Unidos. En realidad, se quería vengar de Epifanio, ya que él hizo a sufrir a su madre hace quince años. Solamente apareció en el episodio "El embajador".

### Famosos de Villa Dulce
- Nemesio (11-13 años): Este niño se caracteriza por su talento musical como cantante, lo que le valió ser representante de Villa Dulce en el reality show "FFF" ("Fiesta, Fama y Fortuna"). Por esto obtuvo fama dentro del ambiente del espectáculo. Se hizo amigo de Jerson, y juntos grabaron el disco demo con el que solamente Nemesio entró al reality. Por esto Jerson se sintió traicionado y con odio a él, cosa que en un episodio pudo resolverse. Peca es fanática de este cantante y él se siente un tanto atraído por Sonia.

### Adultos
- Epifanio Toscano (64-65 años): Es el alcalde de Villa Dulce y abuelo de Sonia. Se caracteriza por ser egocéntrico, severo y malhumorado, y es muy poco paciente con los niños (debido a que según él sólo hacen ruido y que no tienen poder electoral debido a que no pueden votar). A pesar de esto acepta cuidar a su nieta mientras su madre no está. Siempre busca formas de que Villa Dulce sea reconocida de forma nacional o internacional, en el capítulo "Ella... la más bella" se revela que es viudo, su esposa falleció hace muchos años.
- Don Tapia (50-51 años): Es el secretario personal de Don Epifanio. Se caracteriza por ser muy complaciente a su jefe (vulgarmente llamado "Chupamedias"), y su sueño es poder ocupar algún día la alcaldía de Villa Dulce. Sin embargo Don Epifanio muchas veces lo cataloga de "inepto" y que los problemas de Villa Dulce radican en que es su culpa. En los últimos capítulos su nombre se revela que es Teodoro, también tiene una hermana llamada Clorofila y un sobrino llamado Henry, ambos viven en los Estados Unidos, a diferencia de Tapia ellos no tienen sentimientos con los demás.
- Juan Polilla (33-34 años): Es un periodista que realiza notas y reportajes para el canal 1TV de la ciudad.
- Madre de Melón (40-41 años): Nunca se le ha visto la cara, siempre malcría a su hijo y se deduce que es transportista de furgón escolar ya que siempre en el garaje de su casa hay un furgón amarillo con el letrero "Escolares".
- Madre de Jerson (38-39 años): Su cara tampoco se ve. Aparece en los capítulos Piojos y Nemesio is Dead
- Nancy (37-38 años): Aparece en el capítulo Piojos como una peluquera, que atendía a Marlena, y descubre que ella tenía piojos, al momento de cortarle el pelo. También aparece en Vacunas, es enfermera, tiene muy poca paciencia, sobre todo con los niños cuando vinieron al vacunatorio, a vacunarse contra la influencia XP, todos piensan que da miedo a todos, según lo que le dice ella a Epifanio Toscano, al pedirle a él que fuese al vacunatorio a vacunarse. Su última aparición fue en el especial de La fábrica, donde ella era una participante en un reality show, pero no duró por mucho tiempo, debido a las votaciones de sus compañeros, el único que defendió era Don Tapia, y se dice que está enamorado de ella.
- Madre de Sonia (39-40 años): hija del alcalde Epifanio Toscano y Madre de la Sonia solamente apareció en el especial de Navidad de villa dulce y es mencionada en varios capítulos, en un principio se rehusó a pasar la Navidad en Villa dulce con el alcalde Toscano debido al fallecimiento de su madre Raquelita abuela de Sonia por esta razón empezó a llevarse mal con su propio padre, ella no es mala más bien tiene una actitud sobreprotectora con su hija desde que falleció Raquelita.

## Episodios
Villa Dulce tuvo 26 episodios, repartidos en 2 temporadas consistentes de 16 (1.ª temporada), 2 especiales de la serie y 10 capítulos (2.ª temporada). la serie estreno el 6 de marzo del 2004 y término el 14 de diciembre del 2005.
Primera Temporada (2004)
La serie, cuya primera temporada consta de 16 capítulos de 15 minutos, fue estrenada el 6 de marzo de 2004, realizándose más tarde una película con los mejores momentos de la primera temporada la cual fue transmitida el 30 de julio de ese mismo año. Los creadores estudiaron la posibilidad de hacer una versión extendida de la película para ser estrenada directamente al cine.
También se realizó un especial de Navidad titulado Dulce Navidad, que fue transmitido el 20 de diciembre de 2004.
| #  | Fecha de Estreno     | Capítulo                  |
| -- | -------------------- | ------------------------- |
| 1  | 6 de marzo de 2004   | Bienvenida                |
| 2  | 6 de marzo de 2004   | El Fin del Mundo          |
| 3  | 13 de marzo de 2004  | Piojos                    |
| 4  | 13 de marzo de 2004  | Nunca los Olvidaré        |
| 5  | 20 de marzo de 2004  | Ovnis                     |
| 6  | 20 de marzo de 2004  | Amenazada por las Cuentas |
| 7  | 27 de marzo de 2004  | La Papa Dorada            |
| 8  | 27 de marzo de 2004  | Ojo con Él                |
| 9  | 3 de abril de 2004   | Ella, la más bella        |
| 10 | 3 de abril de 2004   | Las Vacunas               |
| 11 | 10 de abril de 2004  | Tengo Sueño               |
| 12 | 10 de abril de 2004  | Mato por Comida           |
| 13 | 17 de abril del 2004 | La Esquina Peluda         |
| 14 | 17 de abril del 2004 | El Pobre Circo            |
| 15 | 24 de abril de 2004  | Bicho Raro                |
| 16 | 24 de abril de 2004  | Hueso Santo               |

Especiales
| #  | Fecha de emisión        | Episodio                                      |
| -- | ----------------------- | --------------------------------------------- |
| E1 | 30 de julio de 2004     | Sonia Se Va (compilación de la 1.ª temporada) |
| E2 | 20 de diciembre de 2004 | Dulce Navidad (especial de Navidad)           |

Gracias a la primera temporada esta serie logró el éxito que necesitaba a nivel de audiencia y de marketing pues salieron a la venta figuras, peluches, un CD con las canciones que aparecen en la serie, y una serie de VHS con capítulos de la primera temporada.
Segunda Temporada (2005)
La segunda temporada, la cual consta de 10 episodios de 22 minutos, fue estrenada el 12 de octubre de 2005. 
| #  | Fecha de Estreno        | Capítulo                  |
| -- | ----------------------- | ------------------------- |
| 17 | 12 de octubre de 2005   | Nemesio Is Dead           |
| 18 | 19 de octubre de 2005   | La Marianita              |
| 19 | 26 de octubre de 2005   | Perdidos                  |
| 20 | 2 de noviembre de 2005  | El Bobot                  |
| 21 | 9 de noviembre de 2005  | Inundación                |
| 22 | 16 de noviembre de 2005 | La Venganza es Dulce      |
| 23 | 23 de noviembre de 2005 | El Embajador              |
| 24 | 30 de noviembre de 2005 | La Fábrica: Primera parte |
| 25 | 7 de diciembre de 2005  | La Fábrica: Segunda parte |
| 26 | 14 de diciembre de 2005 | La Fábrica: Tercera parte |

Equipo de producción 2.ª Temporada
- Pablo Ortúzar (Dirección)
- Francisco Bobadilla, Silvia Martínez, Luis Ponce (Guion)
- Leonardo Beltrán, Oscar Ramos, Pablo Castillo (Storyboard Capítulos 1 y 2)
- Ariel Cid y José González (Storyboard capítulos 3 al 10)
- Cecilia Baeriswyl, Victoriano Viñes (Animatic)
- Macarena Ortúzar, Pablo Castillo, Pablo Retamal, Julio Pot, Andrés Riquelme, Fabián Andrade, Oscar Ramos y Leonardo Beltrán (Animación)
- Macarena Álvarez y Amelia Lira (Lipsync)
- Beatriz Buttazzoni (Dirección de Arte/Fondos)
- Luis Soto (Extras y Fondos)
- Gabriel Donoso (Extras y Corte de planos)
- Cecilia Baeriswyl (Montaje y Posproducción)
- Adita González e Isabel Espinoza (Coordinación)
- Cristián Heyne (Productor Musical)
- Víctor Echegaray (Productor Ejecutivo)

## Álbum discográfico
El sello discográfico La Oreja, publicó en julio de 2004 el CD con la música de la serie. La totalidad de ella fue compuesta y producida por Cristián Heyne y Daniel Guerrero, quienes firmaron bajo el seudónimo "Kanguro", y a los que se unió el input del guionista y cocreador de la serie, Francisco Bobadilla. En el disco aparecen todos los temas utilizados en la primera temporada. Además hay extractos de diálogos sacados de capítulos de la primera temporada, e incluye los videos de los temas "Que barza que belleza", "Bicho Raro" y "Hazte famoso".

## Merchandising
- En diciembre de 2004 apareció una serie de peluches de 4 personajes de la serie. Estos son Sonia, Jerson, Peca y Melón. De igual manera aparecieron figuras de Sonia, Jerson, Peca, Melón, Marlena y Nemesio.
- En el año 2005, se lanzaron unos stickers promocionales relacionados con los personajes de la serie. Cada sticker representaba a un personaje distinto, incluyendo a Jerson, Sonia, Melón, Luiggi, Peca, Rulo, Marlena, Nemesio, Epifanio, Herman, y los Brocacochis. Estos stickers se distribuían en sobres de papas fritas de la marca "Mom's Snacks".
- También en diciembre de 2004 apareció una serie de 3 VHS con 12 de los 16 episodios de la primera temporada, incluyendo videos de los temas aparecidos en el disco al final de los episodios.

| # | Nombre                 | Episodios y extras contenidos |
| - | ---------------------- | --- |
| 1 | Las aventuras de Sonia | Contiene los episodios "Bienvenida", "Fin del mundo", "Mato por comida" y "Ella... la más bella". Incluido también está el video de "Celebration in my closet". Duración total: 52 minutos. |
| 2 | Las locuras de Jerson  | Contiene los episodios "Nunca los olvidaré", "Los piojos", "Bicho Raro" y "El pobre circo". Incluido también está el video de "Que barza, que belleza". Duración total: 50 minutos.         |
| 3 | Pijama Party           | Contiene los episodios "Las vacunas", "La papa dorada", "Amenazada por las cuentas" y "Tengo sueño". Incluido también está el video de "Hazte famoso". Duración total: 53 minutos.          |